# Кізченко Анатолій Федорович
Кізченко Анатолій Федорович (6 червня 1924, Суми — 22 вересня 1991, Київ) — історик, дослідник новітньої історії Чехословаччини та міжнародних відносин напередодні Другої світової війни. Доктор історичних наук (1972), професор (1974).

## Біографія
Народився в м. Суми. Закінчив Київський університет (1953), навчався в аспірантурі. У 1956 році захистив кандидатську дисертацію на тему: «Радянсько-чехословацькі відносини в період загрози фашизму і гітлерівської агресії (1933—1937 рр.)»; 1972 — докторську дисертацію на тему: «Зовнішня політика Чехословаччини напередодні Другої світової війни (травень 1935 — березень 1939 рр.)». Від листопада 1956 — старший викладач кафедри історії стародавнього світу та середніх віків. 1960—1972 — заступник декана історичного факультету, 1978—1988 — декан історичного факультету, 1984—1989 — зав. кафедри історії середніх віків та стародавнього світу. Автор понад 100 наукових праць.
Помер 22 вересня 1991 року в м. Київ.

## Праці
- «До питання про боротьбу народних мас Чехословаччини за дружбу і союз з СРСР в період зростання загрози гітлерівської агресії (1933—1937 рр.)» // Питання історії та культури слов'ян, ч.1. Київ 1963
- «Відносини між Чехословаччиною і Польщею напередодні Другої світової війни (1934—1938 рр.)» // Питання нової та новітньої історії, 1968, вип. 6
- «Зовнішньополітичні відносини так званої „другої Чехословацької республіки“». УС. Львів, 1970, вип. 1
- «Напередодні трагедії. З історії зовнішньої політики Чехословаччини, травень 1935 — березень 1938 рр.» Київ 1971.